# Umano (album)
Umano è il primo album in studio del cantautore albanese Ermal Meta, pubblicato il 12 febbraio 2016 Mescal.

## Descrizione
L'album rappresenta il primo disco da solista dell'artista in seguito allo scioglimento del suo gruppo La Fame di Camilla. Composto da nove brani, nel disco sono presenti il singolo Odio le favole, presentato da Meta nella sezione "Nuove Proposte" del Festival di Sanremo 2016 e classificatosi terzo, e il singolo del 2014 Lettera a mio padre.

## Tracce
Testi e musiche di Ermal Meta, eccetto dove indicato.
1. Odio le favole – 3:24
2. Gravita con me – 3:54
3. Pezzi di paradiso – 3:28
4. A parte te – 4:38 (Ermal Meta, Dario Faini)
5. Umano – 3:56
6. Volevo dirti – 3:21
7. Bionda – 3:18
8. Lettera a mio padre – 3:53
9. Schegge – 5:22

## Formazione
Musicisti
- Ermal Meta – arrangiamento, voce, cori, programmazione, sintetizzatore, chitarra (eccetto traccia 3), pianoforte (tracce 1, 3, 5, 7), basso (tracce 2, 5, 7-9), batteria (traccia 3), strumenti ad arco (traccia 6), campionatore (traccia 7)
- Giordano Colombo – batteria (eccetto tracce 3 e 6)
- Lucio Enrico Fasino – basso (tracce 1, 4)
- Dario Faini – pianoforte (traccia 4)
- Feiyzi Brera – strumenti ad arco (tracce 4, 5, 8 e 9)
- Riccardo Gibertini – tromba e trombone (traccia 4)
- Marco Zaghi – sassofono tenore (traccia 4)
- Emiliano Bassi – batteria (traccia 6)
- Matteo Bassi – basso (traccia 6)
- Giovanni Colatorti – slide guitar (traccia 9)

Produzione
- Ermal Meta – produzione, registrazione presso lo Stone Room Studio
- Giordano Colombo – registrazione presso gli Auditoria Records
- Cristian Milani – missaggio, mastering
- Valerio Soave – produzione esecutiva
- Greta Amato – assistenza alla produzione
- Paolo Pastorino – assistenza alla produzione
- Marco Montanari – assistenza alla produzione

## Classifiche
| Classifica (2016) | Posizione massima |
| ----------------- | ----------------- |
| Italia            | 45                |